# Registre public en ligne de documents authentiques d'identité et de voyage
Le registre public en ligne de documents authentiques d'identité et de voyage ( PRADO - Public Register of Authentic Travel and Identity Documents Online ) est une base de données publique en ligne recensant les caractéristiques de sécurité des documents de voyage administrée par le Conseil de l'Union européenne. Elle contient des informations sur certaines des caractéristiques de sécurité des documents d'identité et de voyage des pays de l'Union européenne, de tous les pays de l'espace Schengen, d'autres pays voisins et de pays tiers dans le monde.

## Historique
En 1998, l'action commune 98/700/JAI du Conseil du 3 décembre 1998 mets en place la base de données FADO (False and Authentic Documents Online - Documents faux et authentiques en ligne).
La première partie du système, "FADO Expert", a été mise en ligne fin 2004 pour une communication sécurisée entre experts documentaires.
En 2007, c'est au tour de iFADO ("intranet FADO") et de PRADO d'être mis en ligne. iFADO contient les informations les plus importantes de "FADO Expert" pour un usage gouvernemental, avec un accès restreint, tandis que dans PRADO est un sous-ensemble de ces informations destiné au grand public.

## Contenu
PRADO contient des descriptions techniques des documents d'identité et de voyage des pays participants, et inclut aussi une description d'une partie des éléments de sécurité. Les informations disponibles ont été sélectionnées et fournies par les experts des États membres de l'Union européenne (UE), de l'Islande, de la Norvège et de Suisse ; certaines des informations confidentielles contenue dans  «FADO Expert» sont rendues publiques via les pages PRADO. Au sein du Conseil de l'Union européenne, le comité directeur en charge de PRADO est à l'heure actuelle[Quand ?] le groupe de travail sur les frontières dans la formation des experts en faux documents.
Les documents des pays de l'UE et de l'espace Schengen sont tous présentés dans la base. Pour les pays tiers, le nombre total de documents varie considérablement d'un pays à l'autre. Cependant, des informations sont ajoutées chaque semaine.
Via la base PRADO, les utilisateurs peuvent trouver des liens vers les sites Web officiels contenant la liste des documents de voyage officiellement reconnus par les états membres de l'UE et de l'espace Schengen, ainsi que des informations sur les documents invalides, invalidés ou falsifiés des pays participants.

## Catégorisation
Les documents de voyage et d'identité dans PRADO sont classés comme suit :

### Catégories de documents
- A passeport (passeports nationaux - tous types)
- B Carte d'identité
- C Visa (nécessaire pour entrer dans un pays)
- E Papier d'entrée (ré-entrée pour ses propres ressortissants et d'autres ressortissants de l'UE)
- F Permis de conduire
- G Certificat d'immatriculation / Journal de bord
- H Permis de séjour
- I Pièce d'identité des gens de mer (Convention 108 de l'Organisation Internationale du Travail)
- J Document de voyage délivré à des non-ressortissants
- K Licence de conducteur de train
- L Certificat de membre d'équipage / licence de pilote
- M Certificat de conducteur d'embarcation de plaisance / Brevet de Capitaine de navire
- S Carte d'autorisation spéciale
- V Autorisation de représenter une société
- W Permis de travail
- X Autre document (lié au voyage et à l'identité)
- D Timbre et cachet (tampons de passeport)
- P Acte d'état civil

### Types de documents
- O Ordinaire
- D Diplomatique
- S Service / Officiel
- F Militaire
- P Urgence / Provisoire
- Y Document connexe / associé
- E Tampon d'entrée
- X Tampon de sortie

### Types de documents d'actes d'état civil
- B Naissance
- N Nationalité / Citoyenneté
- I Carte de sécurité sociale / Carte fiscale
- A adoption
- M Mariage
- U Partenariat enregistré
- R Divorce
- T Acte de décès

## Langues
Comme tous les sites institutionnels de l'UE et du conseil de l'Europe, PRADO est disponible dans les 24 langues officielles de l'Union européenne. Les documents enregistrés sur PRADO ont été fournis par les experts et services gouvernementaux des 31 pays actuellement participants, et les descriptions normalisées sont traduites automatiquement à partir de la langue source ; ainsi, dès leur dépôt, les documents sont immédiatement disponibles[réf. nécessaire] dans toutes les langues prises en charge. Les informations complémentaires en texte libre contenues sont traduites en ligne par des linguistes spécialisés du Secrétariat général du Conseil de l'Union européenne.

## Public cible
PRADO est édité par le Secrétariat général du Conseil de l'Union européenne non seulement pour des raisons de transparence, mais aussi pour permettre à des individus ou des organisations non gouvernementales de vérifier la validité des documents d'identité qui leur sont présentés.
Par exemple :
- Banques et établissements de crédit
- Employeurs
- Opérateurs de réseaux mobiles
- Notaires, avocats, avoués
- Services postaux
- Entreprises de sécurité et de gardiennage
- Agences de location de voitures